# Взрыв микроавтобуса в Лисберне
Взрыв микроавтобуса в Лисберне (англ. Lisburn van bombing) прогремел 15 июня 1988 на Маркет-Плэйс, когда на воздух взлетел военный микроавтобус Ford Transit с шестью британскими солдатами. Это произошло после окончания благотворительного марафона, в котором участвовали солдаты. Все шестеро солдат погибли в результате взрыва: четверо на месте, пятый по пути в больницу и шестой позднее в госпитале. Четверо из них были военнослужащими полка Королевского корпуса связи, пятый был военнослужащим отряда «Зелёные ховардовцы», шестой состоял при полке Королевского армейского корпуса снабжения.
Ответственность взяла на себя Белфастская бригада Временной Ирландской республиканской армии, которая ставила своей целью разрушение штаб-квартиры британской армии в Северной Ирландии, находившейся в Лисберне. Бомба была заложена так, что в результате взрыва машина разрушалась полностью, а шансы на выживание пассажиров и водителя были минимальными. В результате взрыва пострадали ещё 11 граждан, в том числе двухлетний ребёнок и 80-летний старик. Происшествие стало известно в некоторых кругах как «Теракт на "Весёлом беге" в Лисберне» (англ. Lisburn "Fun Run" bombing).

## Взрыв
В среду, 15 июня 1988 в 20:50 синий автомобиль Ford Transit без опознавательных знаков вывез шесть британских солдат в гражданской одежде из автопарка Лисберна. Солдаты в тот день участвовали в «Лисбернском весёлом беге», благотворительном городском полумарафоне протяжённостью 13 миль. Автомобиль оставался в автопарке, который был одновременно точкой старта и финиша для бегунов. Именно там отряд боевиков ИРА, следовавший за автомобилем, установил замаскированное взрывное устройство. Организаторами марафона и нескольких коротких «весёлых бегов» выступили Лисбернский окружной совет и YMCA, а заработанные средства направлялись в фонд помощи инвалидам. В тот день участниками мероприятий стали 4500 человек, из них около 200 военных.
Спустя 9 минут автомобиль остановился перед светофором на Маркет-Плэйс, в центре города. Как только тот тронулся на разрешающий сигнал светофора, семи-фунтовая бомба сдетонировала, превратив в мгновение ока автомобиль в огромный огненный шар — он тут же разлетелся на куски от взрыва. Четверо солдат были убиты мгновенно. Взрывчатка семтекс, ставшая основой для бомбы, была выполнена в конической форме, чтобы направить взрывную волну в конкретное место и уничтожить автомобиль с его пассажирами. В момент взрыва на Маркет-Плэйс находилась толпа людей (в основном дети и подростки), хотя ещё больше людей было в автопарке. Всего около 10 тысяч человек наблюдали за полумарафоном. После взрыва на площади началась массовая давка и паника: родители искали детей, а некоторые очевидцы вызывали врачей и пожарную команду.
Пострадали 11 гражданских, в том числе двухлетний ребёнок и 80-летний старик. Двое солдат были госпитализированы, однако один умер по пути в больницу, а шестой от последствий черепно-мозговой травмы скончался ночью в госпитале. Погибшими были солдаты казармы Эбрингтон из Дерри, куда они возвращались после полумарафона:
- сержант Майкл Уинклер (31 год, полк королевских связистов);
- связист Марк Клэйви (24 года, полк королевских связистов);
- ефрейтор Грэм Лэмби (22 года, полк королевских связистов);
- капрал Уильям Паттерсон (22 года, полк королевских связистов);
- капрал Иан Меткалф (36 лет, «Зелёные ховардовцы»);
- ефрейтор Дерек Грин (20 лет, армейский корпус снабжения).

Лисберн, который является протестантским городом и располагается в 14 милях к юго-западу от Белфаста, ранее подвергался атаке: за полгода до случившегося теракта на празднике взрывом бомбы был убит глава Ассцоации обороны Ольстера Джон Макмайкл. Произошедший на полумарафоне теракт стал крупнейшим в истории британской армии с момента взрыва в Бэлликелли 6 декабря 1982. В тот же день в Белфасте был убит командир Ольстерских добровольческих сил 33-летний Роберт «Скуик» Сеймур, что стало актом возмездия за учинённый ранее взрыв в ирландском пабе, организованный ольстерцами и приведший к гибели трёх католиков.

## Последствия
Белфастская бригада ИРА объявила о своей причастности на следующий день, пригрозив вести непрерывную войну против британских армейских частей и служб безопасности в Северной Ирландии. Глава Шинн Фейн Джерри Адамс позднее якобы заявлял, что совершённое боевиками нападение на британских солдат было предпочтительнее, чем борьба с Ольстерским оборонным полком или Королевской Ольстерской полицией. Центр развлечений Лисберна был временно закрыт после того, как ольстерские «Протестантские активные силы» (те же самые Ольстерские добровольческие силы) объявили о том, что все католики города расцениваются как подозреваемые в организации теракта. Мэр города Уильям Бликс осудил эти угрозы.
В тот же день госсекретарь Северной Ирландии Том Кинг прибыл с визитом в Лисберн, где встретился с генерал-лейтенантом Джоном Уотерсом, командиром группы войск в Северной Ирландии, а также главными офицерами Королевской полиции Ольстера. Они обсудили произошедший теракт и предложения по усилению мер безопасности. Как выяснилось, солдаты не прошли надлежащие процедуры проверки транспортного средства, что и привело к трагедии. После встречи Кинг отправился в Лондон, где обсудил случившееся с Маргарет Тэтчер, назвавшей теракт «ужасным злодеянием». Вместе с тем Тэтчер отказалась сворачивать планы по пребыванию войск в Северной Ирландии, поскольку необходимо было тщательно всё обдумать, прежде чем решаться на такой серьёзный шаг. Кинг выступил в Палате общин с речью, в которой заявил, что жертв могло быть больше, если бы бомба взорвалась прямо на парковке. Параллельно Правительство Ирландии осудило убийства и выразило соболезнования семьям погибших солдат, а в Парламенте Ирландии 16 июня 1988 по этому поводу состоялись прения. Кэтал Дэйли, католический епископ епархии Дауна и Коннора, осудил террористов и их действия.
Вопросы о том, каким образом боевики ИРА разузнали о планах солдат посетить Лисберн, опознали их автомобиль, заложили туда бомбу и скрылись с места преступления незамеченными, остались открытыми. Полиция Ольстера предположила, что боевики были одеты в спортивные костюмы и, возможно, даже принимали участие непосредственно в марафоне. Попытка разузнать у операторов марафона о том, были ли какие-либо подозрительные лица, не увенчалась успехом.
Поминальная служба состоялась в Лисберне в субботу на той же неделе, на которой присутствовало до 2 тысяч человек. Была открыта книга соболезнований.